# Chicas!
Chicas! es el nombre del tercer álbum de estudio grabado por el cantautor español Miguel Bosé, fue lanzado al mercado español bajo el sello discográfico CBS Discos en 1979.
A comparación de sus álbumes anteriores, en este comienza a incorporar canciones de corte juvenil y pop, dejando la balada y el romanticismo a un lado; aunque también incluye algunos temas lentos; varias de las canciones que incorpora son nuevamente grabadas en el idioma inglés.

## Antecedentes
Al finalizar la gira por España e Italia promocionando sus LP anteriores; el cantante ve consolidada su carrera en estos países; por lo tanto, comienza a planear de una forma más personal su siguiente disco.   Se junta con los productores y colaboradores de sus anteriores discos para comenzar a seleccionar temas más actuales para la época y de acuerdo a la edad del cantante.

## Realización y Promoción
Miguel Bosé graba los temas de este disco en los estudios de CBS en Londres, CBS en Milán y Eurodisc en Madrid, España.
A mediados de 1979, lanza su tercer LP utilizando el tema "Creo en ti" como primer sencillo; una canción dirigida a sus fanes y público juvenil, y es a estos que nombra este tercer material.
En la composición de algunos temas de este álbum, Miguel comienza a trabajar con dos genios de la música como lo son el español José Luis Perales y el italiano Danilo Vaona.
Del álbum se desprenden 2 sencillos más: La canción rítmica Super, superman, y la balada Deja que...
El álbum resulta ser un éxito rotundo, afianzando su carrera.  La discográfica decide volver a lanzar este LP en Italia, regrabando los temas en español al Italiano y dejando los mismos temas en inglés; convirtiéndose también en un éxito en este país.
Este álbum cuenta con dos portadas diferentes; en la primera edición del álbum para el mercado de España donde el cantante aparece de frente cruzado de brazos y con un súeter amarrado en su cuello; en una segunda edición del álbum dirigida a España, al mercado Italiano, Europeo y de América Latina aparece de lado con una camisa de mezclilla encima, dando una apariencia más juvenil.

## Lista de canciones
| Chicas! |                          |                                    |          |  |
| N.º     | Título                   | Escritor(es)                       | Duración |  |
| 1.      | «Vota Juan 26»           | D. Vaona, G. P. Felisatti, M. Bosé | 3:45     |  |
| 2.      | «Super superman»         | D. Vaona, G. P. Felisatti, M. Bosé | 3:37     |  |
| 3.      | «Si... piensa en mí»     | D. Vaona, G. P. Felisatti, M. Bosé | 3:23     |  |
| 4.      | «Mamma, Mamma»           | D. Vaona, G. P. Felisatti, M. Bosé | 3:00     |  |
| 5.      | «Creo en ti»             | J. L. Perales, M. Bosé             | 3:53     |  |
| 6.      | «Perdón, señor»          | F. Arbex, M. Bosé                  | 2:40     |  |
| 7.      | «Shoot Me In The Back»   | F. Arbex                           | 4:51     |  |
| 8.      | «Noche blanca en Munich» | F. Arbex, Miguel Bosé              | 3:49     |  |
| 9.      | «Seventeen»              | F. Arbex                           | 4:33     |  |
| 10.     | «Winter Butterfly»       | F. Arbex                           | 3:37     |  |
| 11.     | «Deja Que...»            | M. Bosé, S. Giacobbe               | 3:37     |  |
| 41:26   |                          |                                    |          |  |

## Créditos
- Arreglo y dirección artística: Danilo Vaona
- Arreglos: G. Peskelt
- Dirección artística de temas en inglés: Fernando Arbex